# Miodowód duży
Miodowód duży (Indicator indicator) – gatunek małego ptaka z rodziny miodowodów (Indicatoridae) zamieszkujący Afrykę na południe od Sahary, niepojawiający się w dżungli. Nie wyróżnia się podgatunków.

## Morfologia
WymiaryDługość ciała to 19–20 cm, masa ciała 34–62 g, zazwyczaj 40–57 g.
Cechy gatunkuPtak o smukłej budowie. Większość ciała pokryta jest kolorem brązowym lub oliwkowoszarym. Za oczami i na głowie występują białe plamy, na skrzydłach natomiast białe paski. Spód ciała jasny. Nogi są mocne i krótkie, palce zakończone ostrymi pazurami. Dziób krótki, gruby i ostro zakończony. Oczy ciemne i okrągłe, ogon długi, rozwidlony na końcach.

## Zasięg występowania
Występuje w strefie Sahelu od Senegambii i południowego Mali na wskroś kontynentu po Erytreę, na południe po okolice zachodniego wybrzeża Afryki, południowo-wschodnie Sierra Leone, południowo-wschodni Gabon, nadmorskie i południowo-wschodnie Kongo i dalej na południe (poza głównym pasmem lasów) przez środkowo-wschodnią część Afryki (w tym wsch. i płd. DRK), większość wschodniej Afryki, Angolę, północno-wschodnią Namibię, północną i wschodnią Botswanę po Mozambik. Południowe rubieże zasięgu sięgają południowego RPA.

## Ekologia
Miodowód ten zamieszkuje otwarte zadrzewienia, skraje lasów, zakrzewienia, nadrzeczne zadrzewienia, krzewy w suchszych obszarach, plantacje, ogrody, fynbos; rzadko odwiedza lasy miombo z Baikiaea plurijuga. Ptak ten prowadzi osiadły tryb życia. Aktywny jest w czasie dnia. Jego pożywienie stanowią larwy owadów, wosk pszczeli, mrówki, pszczoły, termity, chrząszcze i Gonimbrasia belina. Gdy znajdzie siedlisko owadów, a następnie człowieka, zwraca na siebie uwagę, wydając donośne dźwięki, podlatując następnie do siedliska owadów. Rzekomo ma też przywodzić do gniazd pszczół ratele, jednak brak na to dostatecznych dowodów.

### Lęgi
Miodowód duży jest pasożytem lęgowym; zwykle za gospodarza wybiera przedstawiciela wąsali. Samica znosi 4–7 jaj, każde do innego gniazda. Potem niszczy wszystkie pozostałe jaja. W sezonie (wrzesień–styczeń) samica może złożyć łącznie do około 21 jaj. Młody miodowód zostaje w gnieździe przez około 38 dni, a kolejne 7–10 jest jeszcze karmiony przez przybranych rodziców. Ofiarą pasożytnictwa miodowodów może paść: dzięciolik złotosterny (Campethera abingoni), dudek rdzawy (Upupa africana), czarnodudek większy (Rhinopomastus cyanomelas), sierpodudek purpurowy (Phoeniculus purpureus), wąsal obrożny (Lybius torquatus), brodal czubaty (Trachyphonus vaillantii), łowiec brązowogłowy (Halcyon albiventris) lub kreskowany (H. chelicuti), żołna (Merops): białoczelna (M. bullockoides), mała (M. pusillus), widłosterna (M. hirundineus) lub karminowa (M. nubicoides), sikora czarna (Melaniparus niger) lub szara (M. cinerascens), brzegówka obrożna (Riparia cincta), jaskółka kreskowana (Cecropis cucullata), smolarek łuskowany (Myrmecocichla formicivora), błyszczak lśniący (Lamprotornis nitens), ciemny (L. mevesii) lub brunatny (L. bicolor) albo wróbel białobrewy (Gymnoris superciliaris).

## Status
Międzynarodowa Unia Ochrony Przyrody (IUCN) uznaje miodowoda dużego za gatunek najmniejszej troski (LC – Least Concern) nieprzerwanie od 1988 roku. Trend liczebności populacji uznaje się za wzrostowy.